# Bridget Jones - Un amore di ragazzo
Bridget Jones - Un amore di ragazzo (Bridget Jones: Mad About the Boy) è un film del 2025 diretto da Michael Morris, con protagonisti Renée Zellweger, Hugh Grant, Chiwetel Ejiofor e Leo Woodall.
Tratta dall'omonimo romanzo del 2013 di Helen Fielding, la pellicola è il quarto capitolo della saga cinematografica di Bridget Jones, iniziata nel 2001 con Il diario di Bridget Jones e proseguita con Che pasticcio, Bridget Jones! (2004) e Bridget Jones's Baby (2016).

## Trama
Bridget Jones è rimasta vedova di Mark Darcy, morto quattro anni prima durante una missione umanitaria in Sudan; le sono rimasti i figli avuti con lui, Billy e Mabel: i tre sono ancora addolorati per la perdita di Mark, ma i bambini credono che il padre torni da loro ogni notte nelle sembianze di un gufo bianco che staziona fuori dalla finestra della loro stanza.
Dopo aver passato una tremenda serata a una cerimonia in onore di Mark, e ricordando che suo padre Colin, in punto di morte, le aveva consigliato di vivere pienamente la propria vita, Bridget decide di rimettersi in gioco: torna al lavoro e in breve tempo assume il ruolo di produttrice di spettacoli. La donna decide anche di tornare a frequentare uomini, pertanto si iscrive a Tinder, dove viene contattata da un uomo molto più giovane, il ranger 29enne Roxster; dopo giorni di messaggi, i due si danno appuntamento e cominciano a uscire insieme. Nonostante la differenza d'età e i comportamenti stravaganti dell'uomo, la relazione va avanti al punto che Mabel etichetta presto Roxster come suo "nuovo papà"; Billy, incapace di superare il lutto per suo padre, è invece meno entusiasta.
Bridget viene invitata dagli insegnanti di Billy a tenere una lezione sul suo lavoro di produttrice televisiva. La donna mette allora su un piccolo gioco di ruolo, facendo interpretare a una studentessa il ruolo di produttrice, mentre lei interpreta la presentatrice e intervista l'insegnante di scienze Scott Walliker. L'uomo si dimostra molto sensibile quando, parlando del ciclo di vita degli insetti, Bridget gli chiede se tutte le creature viventi abbiano un'anima. Intanto, dopo averla messa in imbarazzo a una festa, Roxster sparisce misteriosamente, cominciando a fare ghosting su Bridget.
Nel frattempo Daniel, ricoverato in ospedale per un problema cardiaco, contatta Bridget, ritenendola l'unica persona a cui importi di lui. L'uomo riflette sulla propria solitudine, rivelandole che non vede suo figlio Enzo da oltre un decennio. Bridget lo incoraggia a riconnettersi con lui. Tempo dopo, Roxster si presenta a sorpresa davanti a Bridget; l'uomo ammette di essersi lasciato momentaneamente prendere dal panico, ma si dichiara pronto a impegnarsi seriamente con lei e a fare da padre ai bambini. Bridget lo rifiuta, ma questa situazione le consente di elaborare con serenità il lutto per Mark.
Durante una gita scolastica, Bridget ha modo di chiacchierare con Scott, il quale le rivela di aver sempre desiderato dei figli, ma di non averne mai avuti. In assenza di Bridget, Billy confida a Scott il proprio timore di dimenticare suo padre; Scott gli assicura che suo padre sarà sempre una parte di lui, quindi non se ne andrà mai del tutto. Bridget nota che suo figlio è riuscito finalmente a elaborare il proprio dolore e ringrazia Scott per averlo aiutato; Scott tuttavia si mostra scostante, e alle insistenze di Bridget confessa di essere attratto da lei, proprio come la terza legge di Newton vuole che gli opposti si attraggano. Bridget lo bacia appassionatamente.
A Capodanno, Bridget invita a casa sua famiglia e amici, tra cui Scott e Daniel, nel frattempo riconciliatosi con Enzo. Dopo la festa, mentre Bridget rimbocca le coperte ai bambini, osservano il gufo volare via, come se Mark abbia finalmente compiuto la propria missione. Dopo aver messo a letto i bambini, Scott e Bridget si baciano.

## Produzione

### Sviluppo
Nell'ottobre 2022 Helen Fielding ha confermato che sarebbe stato realizzato un quarto capitolo della saga di Bridget Jones e il progetto è stato ufficialmente confermato nell'aprile 2024, con Renée Zellweger, Hugh Grant ed Emma Thompson di nuovo nei ruoli precedentemente interpretati negli altri film. Il mese dopo è stato confermato che anche Jim Broadbent, Gemma Jones, Sarah Solemani, Sally Phillips, Shirley Henderson e James Callis sarebbero tornati a interpretare i rispettivi ruoli, mentre la presenza di Colin Firth nel cast è stata tenuta segreta fino alla distribuzione del primo trailer. Chiwetel Ejiofor, Leo Woodall, Isla Fisher, Josette Simon, Nico Parker e Leila Farzad interpretano invece nuovi personaggi.

### Riprese
Le riprese principali si sono svolte a Londra tra il 10 maggio e l'8 agosto 2024.

## Promozione
Il primo trailer è stato diffuso il 12 novembre 2024.

## Distribuzione
Il film è stato distribuito negli Stati Uniti dal 13 febbraio 2025 sulla piattaforma Peacock, mentre in Italia è stato distribuito nelle sale da Universal Pictures il 27 febbraio seguente, con anteprime il 14 febbraio in occasione di San Valentino.

## Accoglienza

### Incassi
Il film ha incassato 140145649 $, di cui 2252682 € in Italia.

### Critica
Su Rotten Tomatoes l'89% dei 127 critici esprime gradimento per il film, su Metacritic il voto medio di 27 critici è 72/100.